# 波茨坦门

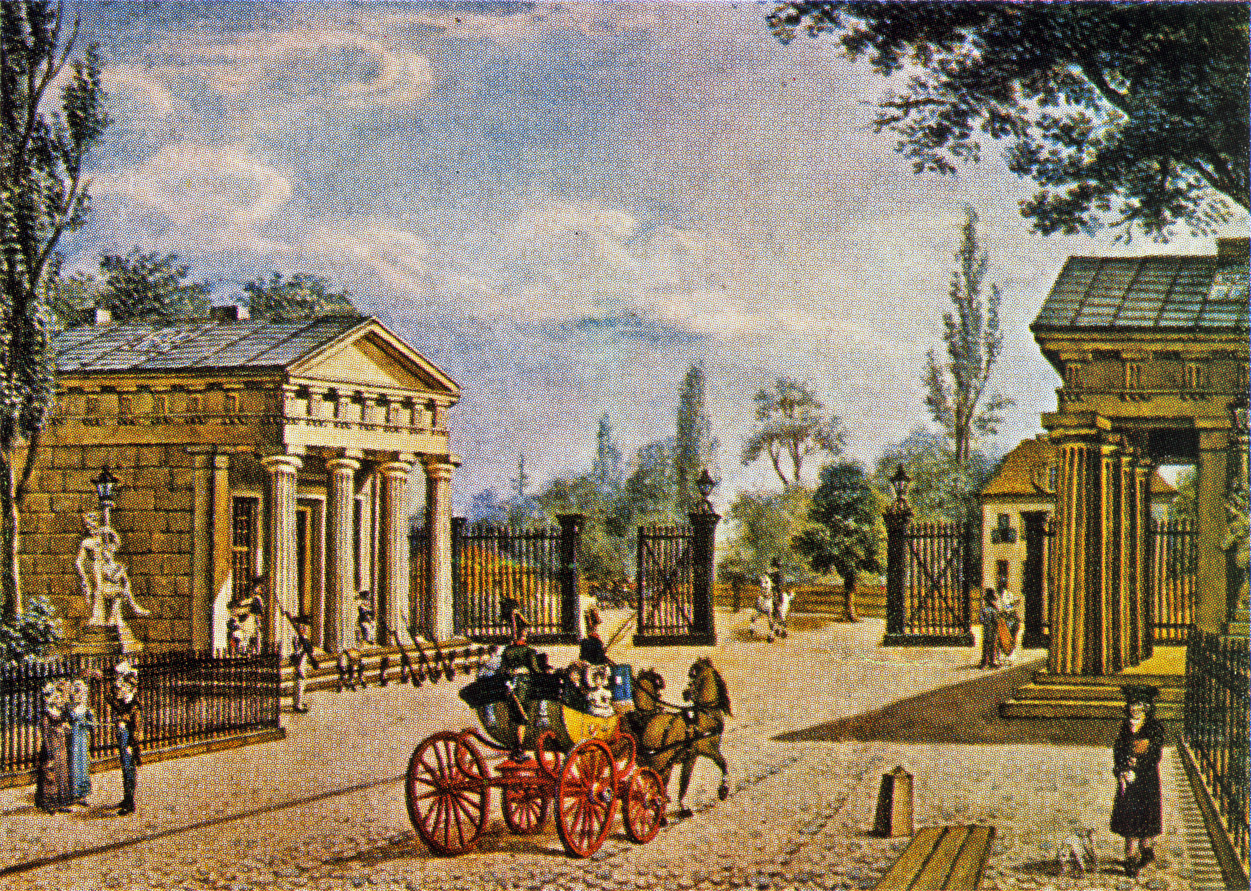
The Potsdam Gate after 1824.

波茨坦门（德語：Potsdamer Tor）是柏林关墙西门中的一个，其南部是留存至今的勃兰登堡门。波茨坦门初建于1734年。1824年按照新古典主义风格重建。它是少数几个未被拆除（1867–1870）的关墙，但是在第二次世界大战对柏林的轰炸期间（1943–1945）遭受严重破坏。其残余的部分在1961年柏林墙兴建时被拆毁。